# Мунька
Мунька — река в России, протекает в Кильмезском и Уржумском районах Кировской области. Устье реки находится в 214 км по левому берегу реки Вятки. Длина реки составляет 18 км, площадь водосборного бассейна 89,2 км².
Исток реки в лесах в 23 км к юго-западу от посёлка Кильмезь. Река течёт на северо-запад по лесному массиву параллельно нижнему течению Кильмези, перед устьем поворачивает на юго-запад. Впадает в Вятку в посёлке Донаурово.

## Данные водного реестра
По данным государственного водного реестра России относится к Камскому бассейновому округу, водохозяйственный участок реки — Вятка от водомерного поста посёлка городского типа Аркуль до города Вятские Поляны, речной подбассейн реки — Вятка. Речной бассейн реки — Кама.
По данным геоинформационной системы водохозяйственного районирования территории РФ, подготовленной Федеральным агентством водных ресурсов:
- Код водного объекта в государственном водном реестре — 10010300512111100039948
- Код по гидрологической изученности (ГИ) — 111103994
- Код бассейна — 10.01.03.005
- Номер тома по ГИ — 11
- Выпуск по ГИ — 1